# El Gaucho Martín Fierro
El Gaucho Martín Fierro es un poema narrativo escrito en verso y una obra literaria considerada ejemplar del género gauchesco, escrita por el poeta, político, periodista y militar argentino José Hernández en 1872. Consta de 2316 versos y 13 cantos. Tiene una continuación, La vuelta de Martín Fierro, escrita en 1879. Luego de la publicación de ambas partes, «El gaucho Martín Fierro» y «La vuelta de Martín Fierro» se reúnen bajo el título de «Martín Fierro».
En «El gaucho Martín Fierro», Martín Fierro es un gaucho trabajador al que la injusticia social del contexto histórico lo vuelve un «gaucho matrero» —es decir: un gaucho fuera de la ley—.

Aquí me pongo a cantar,
 al compás de la vigüela
 que el hombre que lo desvela
 una pena extraordinaria,
 como la ave solitaria
 con el cantar se consuela.
José Hernández, primera estrofa del Martín Fierro.

Leopoldo Lugones, en su obra literaria El payador, calificó este poema como «el libro nacional de los argentinos» y reconoció al gaucho su calidad de genuino representante del país, emblema de la argentinidad. Para Ricardo Rojas, la obra representaba el clásico argentino por antonomasia. El gaucho dejaba de ser un hombre «fuera de la ley» para convertirse en héroe nacional. Leopoldo Marechal, en un ensayo titulado Simbolismos del «Martín Fierro», le buscó una clave alegórica. José María Rosa vio en El Gaucho Martín Fierro una interpretación de la historia argentina.
El libro ha sido editado en cientos de ediciones y traducido a más de 70 idiomas, entre ellos al esperanto y al quechua.

## Argumento
En El gaucho Martín Fierro, un gaucho trabajador de las pampas bonaerenses, que vivió con su mujer y dos hijos, es reclutado forzosamente para servir en un fortín e integrar las milicias que luchaban defendiendo la frontera argentina contra los indígenas, dejando desamparada a su familia. Durante años sufre penurias en los fortines —malas condiciones, hambre, frío, trato abusivo de sus superiores, los castigos estacados, el no recibir su sueldo— hasta que decide escapar después de tres años y desertar del servicio. Al volver, su rancho se 
encuentra abandonado, convertido en una tapera, y se entera de que su mujer se había ido con otro hombre y sus hijos se han separado ante la necesidad imperiosa de sobrevivir. Esta desdichada realidad hace que Martín Fierro frecuente las pulperías, se embriague y se convierta en un gaucho matrero. En una oportunidad se burla de la mujer de un negro, quienes estaban por ingresar a un baile, y lo mata. Luego comete un asesinato más: el de un gaucho "protegido" por los funcionarios. Estas muertes que acarreará para siempre en su memoria lo llevan a convertirse en un gaucho perseguido por la policía. Una noche se enfrenta contra una partida de policías, pero se defiende con tal valentía que uno de la partida, el sargento Cruz, se une a él en medio del combate pues no iba a consentir que se matara a un valiente. Finalmente ambos, sabiéndose perseguidos, huyen y se encaminan hacia el desierto para vivir entre los indios, esperando encontrar allí una vida mejor. Así, concluyendo que es mejor vivir con los salvajes que con lo que la 'civilización' les deparaba, termina la primera parte.

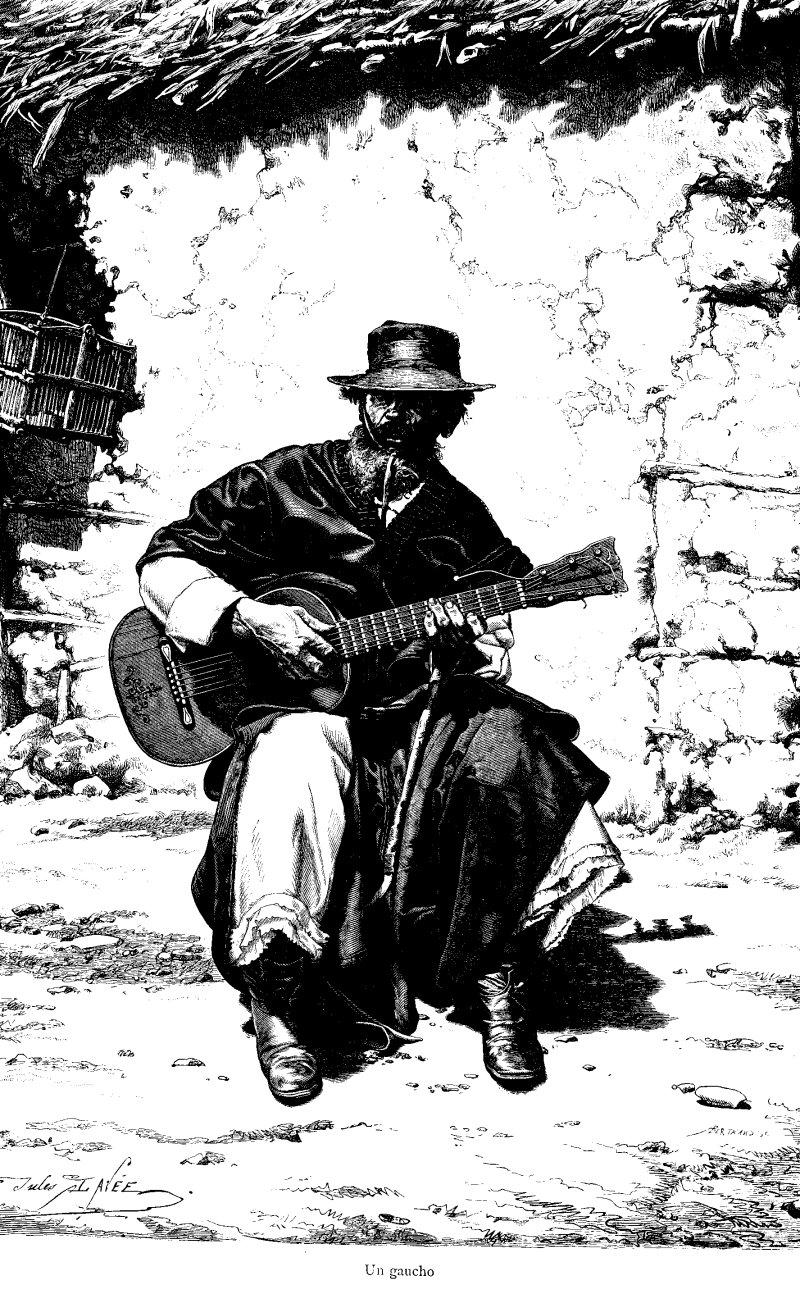
Dibujo de un gaucho.

El que maneja las bolas,
el que sabe echar un pial
o sentarse en un bagual
sin miedo de que lo baje,
entre los mismos salvajes
no puede pasarlo mal.

Nunca hables en demasía
Ni te calles por completo
El hombre es de más respeto
Cuando es menos su falacia.

## Momentos destacados de la primera parte
Entre los momentos más destacados y conocidos se encuentran las desdichas en la frontera (los fortines de frontera con el territorio indio), el duelo con el negro, el enfrentamiento con la partida policial donde el sargento Cruz se pasa a su lado y se vuelve su compañero, y la huida al desierto para vivir con los indios. Siete años más tarde, en 1879, José Hernández publica La vuelta de Martín Fierro. En su continuación, con el autor en una situación diferente, el perfil ideológico cambia y se aconseja al gaucho adaptarse a la civilización que antes había despreciado. También aquí se encuentran varias estrofas conocidas por su defensa del gaucho y denuncia de la injusticia social:

Él anda siempre juyendo,
siempre pobre y perseguido,
no tiene cueva ni nido,
como si juera maldito,
porque el ser gaucho… barajo!
el ser gaucho es un delito.

José Hernández, El gaucho Martín Fierro, 230

## Análisis
Martín Fierro se presenta como una actitud de poder. 

Mi gloria es vivir tan libre,
como pájaro en el cielo;
no hago nido en este suelo,
ande hay tanto que sufrir;
y naides me ha de seguir,
cuando yo remonto el vuelo.

Yo no tengo en el amor
Quien me venga con querellas;
Como esas aves tan bellas
Que saltan de rama en rama
Yo hago en el trébol mi cama
Y me cubren las estrellas.

Su carácter solitario es consecuencia de la pampa que habita, y las injusticias que vive lo van transformando a lo largo de la obra.
El gaucho Martín Fierro sería oriundo de la localidad de Tres Arroyos, en la provincia de Buenos Aires. Otros argumentan que hay documentación de que habría vivido en el Pago de Monsalvo, en las zonas aledañas a la actual ciudad de Maipú. Se ha investigado que Hernández era muy amigo de Zoilo Miguenz, fundador del partido de Ayacucho. Ahí encuentra una denuncia contra un tal Meliton Fierro, que es su alter ego en el libro. De hecho, la única referencia geográfica que se cita en el libro es Ayacucho. Los numerosos análisis del Martín Fierro han destacado tanto las diferencias psicológicas del personaje como los cambios del propio José Hernández, en los siete años que median entre la publicación de las dos partes del Martín Fierro.
En cuanto al personaje de Martín Fierro, en la primera parte, luego de haber sido reclutado por la fuerza, rompe completamente con la "civilización", asesinando a un gaucho negro, enfrentándose con la policía y finalmente excluyéndose totalmente de la sociedad premoderna de la Argentina de entonces para irse a vivir con los indios pampas. En la segunda parte, en cambio, Martín Fierro parece revalorizar una sociedad en transformación (en ese momento el país iniciaba su modernización capitalista, y el ingreso de millones de inmigrantes provenientes mayoritariamente de Italia), superar su rebeldía rupturista y orientarse más hacia el futuro de sus hijos.

## Existencia histórica del personaje
Aún se especula si existió efectivamente un gaucho llamado Martín Fierro en el pago y hacia el tiempo en que Hernández sitúa su poema-novela. Algunos aducen que, efectivamente, por la zona del Tuyú y de Monsalvo, habiendo documentación en la actual ciudad de Maipú e incluso de la entonces llamada Lobería Grande (actual ciudad de Mar del Plata), lugar en donde los Hernández llegaron a poseer una estancia y donde el autor pasó gran parte de su niñez y juventud, vivió un gaucho "matrero" (rebelde) con ese nombre y ese apellido (bastante comunes).
La mayoría de los críticos literarios y gran parte de los historiadores, sin embargo, suponen al personaje del poema como un sujeto ideal y paradigmático de los gauchos hasta los años 1880, teniéndose en cuenta que el gaucho protagonista de Don Segundo Sombra existió realmente más allá de su literaturización. En todo caso en la Costa Atlántica bonaerense —entre los cardales, dunas y, sobre todo, los densos bosquecillos de currumamil que se encontraban en torno a la que luego sería Mar del Plata— está documentado, sobre todo tras la batalla de Caseros y en tiempos de la Guerra de la Triple Alianza, que se refugiaban muchos gauchos tenidos por "vagos" (sin papeleta de conchabo) y "malentretenidos".

## Métrica
El poema está escrito en versos octosílabos. La estrofa predominante es la sextilla ajustada al esquema -aabba con rima consonante. Según los críticos literarios, el primer verso, libre, sin rima, inicia la enunciación con destreza. El segundo verso cierra la primera unidad interna de la estrofa. La segunda unidad compuesta por el tercer y cuarto verso no siempre mantiene el nivel literario de la primera unidad. Y nuevamente se eleva con los versos finales de tono refranesco que cierran la estrofa.

## Peculiaridades lingüísticas
De la lectura de los prólogos que acompañaron a la obra se extrae la clara conclusión de que el autor pretendió reflejar el lenguaje de los gauchos. Esto derivó en un intenso estudio de la lengua de la obra por parte de la crítica en busca de emparentarla con el habla gauchesca. Autores españoles como Unamuno o Azorín se esforzaron en encontrar relaciones entre el habla del poema y la de los campesinos de la península. Por su parte, algunos autores argentinos como Carlos Alberto Leumann dirigieron sus estudios hacia lo original de esa modalidad lingüística llegando a calificarla como genuino idioma nacional argentino. Especialmente polémica resultó la aportación de Américo Castro, que defendía de modo radical la idea de que el habla gauchesca no era otra cosa que una prolongación del habla medieval castellana.
Más relevante resulta el interés del autor por tratar el habla rural de forma digna, lo que le valió alguna crítica de sus contemporáneos que le reprocharon el uso de un habla inculta. Si bien este uso de la lengua entronca con toda la literatura gauchesca anterior, es Hernández quien la elevó a lengua literaria plena. Parte de la crítica ha señalado una cierta inestabilidad en la transcripción fonética de las palabras y un escaso dominio de la ortografía académica. Al margen de esta inestabilidad algunos de los rasgos característicos del poema son:
- Reducción vocálica: pacencia por paciencia.
- Reducción de los grupos consonánticos: vítima por víctima.
- En la terminación -ado se pierde la d (certificao por certificado).
- Ante el diptongo ue f pasa a j: juego por fuego.
- d pasa a l (alquirir en lugar de adquirir).
- Frecuente aspiración de h; juir por huir.
- g en el grupo h+ue: güella.
- Igualmente está generalizado el uso del voseo y de indigenismos como pingo, china, choclo, bagual (caballo) o tape (hombre rústico).[4]

## Ediciones del Martín Fierro

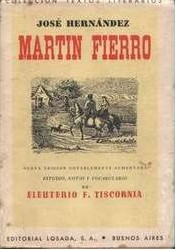
Cubierta de la obra publicada por la Editorial Losada en 1939, con comentarios de Eleuterio Felipe Tiscornia.

Entre 1872 y 1878 se publicaron 8 ediciones, autorizadas por el autor, que representó la impresión de 49.000 libros. En la 15° reimpresión de 1894 se afirmaba que ya se habían vendido 64.000 ejemplares del poema.
En 1962, la Editorial Universitaria de Buenos Aires, a cargo de Boris Spivacow, decide hacer una edición especial del Martín Fierro con ilustraciones de Juan Carlos Castagnino. Se hicieron cuatro ediciones, una popular, a precios más accesibles para el público lector pero que conservara las ilustraciones (un total de 70), publicada en formato rústico y distribuida en kioscos; una especial, una de lujo y una edición para bibliófilos, de las que se imprimieron sólo 150 copias. La tirada total, de 50.000 ejemplares, se agotó en 25 días y llegó a vender un total de 250.000 ejemplares. Otras fuentes afirman que se vendieron 170.000 ejemplares en 3 meses.
El semanario Primera Plana comentaba la elección del pintor:

«El "operativo difusión" fue estudiado cuidadosamente. Los pintores destacadísimos son muy pocos; tal vez no superen la veintena. Descartadas las corrientes no figurativas o difíciles de asimilar por una mayoría de la población, el número se reducía más aún. (…) En la editorial explican el hecho de otro modo. Aseguran que el vehículo más propicio para entrar en contacto con el gran público, sin duda alguna, consistía en el Martín Fierro, única poesía argentina a la vez popular y universal. Entre el pequeño grupo de pintores aceptables después de la ultraselección se buscó quien estuviese más compenetrado del tema gauchesco. Las posibilidades convergieron en dos nombres: Alonso y Castagnino». Semanario Primera Plana, 20 de noviembre de 1962.

En 1968, Ediciones Nauta publicó una edición con coplas de Rafael Alberti, prólogo de Alejandro Losada Guido e ilustraciones de Roser Bru.

### En otros idiomas
La primera traducción completa del Martín Fierro fue publicada por la revista Nosotros en Buenos Aires en 1919, de autoría del ítalo-argentino Folco Testena a su lengua nativa.
En 1983 se constituyó el Círculo de Traductores del Martín Fierro en Buenos Aires. Su presidente fue Alberto Gómez Farías, su traductor al chino, y su secretario Bernaldo Souto, que lo había traducido al gallego. Otros de sus miembros, según el idioma al que lo tradujeron, fueron:
- Yauad Nader, al árabe -tras 7 años de labor-[12]
- Serafín Grecco, al calabrés
- Enric Martí Muntaner, al catalán
- Stanislav E. Jancarik, al eslovaco
- Tine Debeljak, al esloveno
- Jorge C. Primbas, al griego
- Ladislao Szabó, al húngaro
- Henryk Mackiewicz y Agata Kornacka, al polaco
- Pero Tutavac, al serbocroata
- Txomin Jakakortajarena, al vasco
- Kehos Kriger, al yidis

En 2007, el Martín Fierro fue seleccionado para ser traducido en el Proyecto Nacional de Traducción del Consejo Superior de Cultura de Egipto, junto a otros más de 3000 títulos. Entre ellos, también se encontraban del castellano obras de Cervantes, Borges, Rulfo, Unamuno, Anderson Imbert, Cortázar, García Márquez y Juan Ramón Jiménez. Los números 1112 y 1113 de la serie son las dos partes de la saga de Hernández. Najah Hikmat Rizq fue el responsable de la tarea y la presentó en la Feria del Libro de El Cairo de 2008 con otros 100 títulos de la muestra seleccionada.

## Adaptaciones

### Cine
En 1923 se filmó una película sin sonido titulada Martín Fierro, dirigida por Rafael de los Llanos y producida por Quesada Films.
En 1968 apareció una versión cinematográfica del poema dirigida por Leopoldo Torre Nilsson, con Alfredo Alcón en el rol protagónico.
En 1974 se estrenó La vuelta de Martín Fierro, dirigida por Enrique Dawi y que adaptaba el poema combinándolo con una recreación ficcional de la vida de José Hernández. Ese año también se comenzó a rodar Los hijos de Fierro, una reescritura que situaba la historia en la Argentina posperonista, con guion y dirección de Pino Solanas; la película se terminó de montar en 1978 y solo se pudo estrenar en Argentina al fin de la dictadura llamada Proceso de Reorganización Nacional, en 1984.
Entre 1986 y 1989 se produjo el filme de animación con muñecos coproducción de Argentina, Colombia y Cuba Martín Fierro, dirigido por Fernando Láverde y con guion de Jorge Zuhair Jury.
Ya en el siglo XXI, en 2006 se estrenó Martín Fierro, el ave solitaria, con guion y dirección de Gerardo Vallejos, en una versión bastante libre que altera el mensaje civilizatorio original. El 8 de noviembre de 2007 se estrenó una adaptación animada del poema titulada Martín Fierro: la película, dirigida por Norman Ruiz y Liliana Romero, con guion de Horacio Grinberg y Roberto Fontanarrosa, que también aportó sus dibujos. Daniel Fanego dio voz a Martín Fierro, junto a Juan Carlos Gené como el juez de paz, Damián Contreras y Roly Serrano como el Gaucho Mate.

### Teatro
En el año 2003 Graciela Bilbao (segundo Premio Nacional de Dramaturgia infantil en 2001 por El árbol, la luna y el niño con sombrero) escribe Martín le yerró fiero, estrenada en 2004 en el Centro Cultural de la Cooperación, con dirección de Carlos Groba y la actuación del grupo Cuerda Floja Teatro, integrado por Adrián Murga, Diego Ercolini y Leonardo Volpedo.
La obra fue destacada en los Premios Teatros del Mundo del mismo año en el rubro Realización de Títeres, objetos y mecanismos.
En 2010, Juan Carlos Stragouff produce Aventuras de Martucho, adaptación infantil de las desventuras de Martín Fierro, estrenada en las vacaciones de invierno con una alta repercusión de la crítica teatral.
En la literatura, Jorge Luis Borges relata la muerte de Martín Fierro en su cuento El fin, a manos del hermano del gaucho negro que Martín asesina.

### Otros
En 1967 el Canal 7 de Buenos Aires transmitió una telenovela basada en el poema dirigida por David Stivel, con Federico Luppi como el gaucho Martín Fierro.
En 1972, la revista Billiken publicó una historieta de Martín Fierro guionada por Héctor Germán Oesterheld y dibujada por Carlos Roume.
El 16 de abril de 1974 se emitió por La 1 de TVE de España, en el espacio Los libros, un episodio para televisión titulado "Martín Fierro", bajo la dirección de Julio Diamante.
En 1981, los historietistas Alberto y Enrique Breccia realizaron dibujos para Atención pido al silencio, capítulo sobre Martín Fierro para la serie televisiva Microhistorias del mundo.
En 2003, Juan José Güiraldes, junto con otros cantores, payadores y guitarristas, grabó una versión íntegra recitada editada en CD por la Confederación Gaucha Argentina, hoy disponible en https://youtu.be/f-YkjJhlEC0 Archivado el 11 de julio de 2013 en Wayback Machine.
En 2011, el autor paraguayo Oscar Fariña publica El guacho Martín Fierro, una obra que contextualiza al héroe nacional en los barrios populares y carenciados de su país. Mantiene la métrica y la adapta a un habla actual, representando a un sector vulnerado socialmente. 
En 2017, Gabriela Cabezón Cámara pública la novela Las aventuras de la China Iron, siendo esta una reversión desde la mirada femenina de la obra fundante de la identidad argentina. La autora problematiza la mirada masculina predominante en el discurso nacional e invita a romper con la estructura patriarcal establecida.